# سفارت اندونزی در کوالالامپور
سفارت اندونزی در کوالالامپور (به لاتین: Embassy of Indonesia) یک منطقهٔ مسکونی و نمایندگی سیاسی این کشور در مالزی است که در کوالا لامپور واقع شده‌است.